# 松田聰子
松田 聰子（まつだ さとこ）は、日本の法学者。専門は憲法。学位は、法学修士（上智大学）。佐藤功門下。

## 経歴
- 上智大学法学部卒業。
- 上智大学大学院法学研究科博士前期課程修了。
- 上智大学同大学院法学研究科博士後期課程単位取得退学。
- 帝塚山学院大学教員を経て、桃山学院大学法学部教授。

## 研究内容
- 主な研究テーマは「平等と司法審査基準」である。

## 著書・業績
- 「男女平等とアファーマティブ・アクション」（『現代憲法の現実と課題』）
- 「基本法としての男女共同参画社会基本法」（桃山法学創刊号）
- 『Invitation 法学入門』
- 『青林法学双書・憲法』

など

## 引用
- 桃山学院大学法学部

| スタブアイコン | サブスタブ | この項目は、まだ閲覧者の調べものの参照としては役立たない、人物に関連した書きかけの項目です。この項目を加筆・訂正などしてくださる協力者を求めています（P:人物伝/PJ:人物伝）。 |